# Goslar
Goslar és una ciutat històrica de la Baixa Saxònia, a Alemanya. És el centre administratiu del districte de Goslar, localitzat als pendents nord-occidentals del massís del Harz. Ha estat declarada Patrimoni de la humanitat per la UNESCO el 1992.

## Geografia
La ciutat es troba a la rodalia de la serra del Harz, a la frontera exterior del Salzgitter-Höhenzug; la travessa el riu Gose. Les ciutats més properes són Bad Harzburger, a 10 km a l'est, i Wernigerode, a 27 km també a l'est. Al sud es troba Osterode, a gairebé 30 km de distància. Al nord, a gairebé 16 km, la ciutat de Salzgitter; a l'oest, a 10 quilòmetres, es troba la ciutat de Langelsheim.

## Cultura i turisme
La ciutat de Goslar, les mines de Rammelsberg i el sistema hidràulic de l'alt Harz han estat declarades Patrimoni de la Humanitat.
Goslar té dues especialitats culinàries: el formatge del Harz i la cervesa Gose.